# Рзаев, Альберт Алиханович
Альберт Алиханович Рзаев (20 мая 1983, с. Мискинджа, Докузпаринский район, Дагестанская АССР, РСФСР, СССР) — российский тренер по легкой атлетике среди лиц с поражением опорно-двигательного аппарата и спорта слепых, заслуженный тренер России.

## Спортивная карьера
С 2002 года работает тренером по легкой атлетике в махачкалинской спортивной школе. С 2005 года работает доцентом кафедры спортивных дисциплин Дагестанского государственного университета. С 2006 по 2008 год являлся заместителем директора по учебной работе ДГУ. С 2008 по 2015 год являлся директором спортивной школы по легкой атлетике. С 2012 по 2014 год работал директором стадиона «Труд». С 2015 года по нынешнее время тренер по легкой атлетике среди лиц с поражением опорно-двигательного аппарата и спорта слепых. С 2020 года тренер сборной России. Лучший тренер Республики Дагестан 2019 года. 30 июня 2022 года ему было присвоено звание заслуженный тренер России..

## Известные воспитанники
- Таймазов, Муса Изамутдинович — чемпион и мировой рекордсмен Паралимпиады 2020 в Токио по метанию клаба (булава)[3];
- Магомедов, Магомедсалам Шамилович — призёр чемпионата России участник Всемирной Универсиады в Южной Корее по метанию диска[4];

## Личная жизнь
С отличием окончил Дагестанский педагогический университет по специальности физическая культура и спорт.